# Liste der Monuments historiques in Collégien
Die Liste der Monuments historiques in Collégien führt die Monuments historiques in der französischen Gemeinde Collégien auf.

## Liste der Bauwerke
| Bezeichnung         | Beschreibung                  | Standort                                                                                   | Kennzeichnung | Schutzstatus | Datum | Bild           |
| ------------------- | ----------------------------- | ------------------------------------------------------------------------------------------ | ------------- | ------------ | ----- | -------------- |
| Bauernhof Lamirault | Erbaut ab dem 15. Jahrhundert | Chemin de la Ferme de Lamirault, auch auf dem Gebiet der Gemeinde Croissy-Beaubourg (Lage) | PA00086897    | Inscrit      | 1985  | weitere Bilder |

## Liste der Objekte
| Bezeichnung                                           | Beschreibung                                        | Standort                     | Kennzeichnung | Schutzstatus | Datum | Bild |
| ----------------------------------------------------- | --------------------------------------------------- | ---------------------------- | ------------- | ------------ | ----- | ---- |
| Zelebrantenstuhl                                      | Mahagoniholz, 19. Jahrhundert                       | in der Kirche St-Rémi (Lage) | PM77002976    | Inscrit      | 1978  |      |
| Skulptur Christus am Kreuz                            | Holz, polychrom gefasst, 17. Jahrhundert            | in der Kirche St-Rémi (Lage) | PM77002892    | Inscrit      | 1978  |      |
| Gemälde Dignitaire méditant devant le Christ en croix | Auf Holz gemalt, zweite Hälfte des 16. Jahrhunderts | in der Kirche St-Rémi (Lage) | PM77000402    | Classé       | 1957  |      |
| Skulptur des heiligen Remigius von Reims              | Holz, polychrom gefasst, 17./18. Jahrhundert        | in der Kirche St-Rémi (Lage) | PM77002893    | Inscrit      | 1978  |      |